# 동국풀거미
동국풀거미(학명: Allagelena donggukensis)는 거미목 가게거미과 타래풀거미속에 속하는 거미의 일종으로, 한국 고유종이며 1996년 발견되었다.